# Berestyénfalva
Berestyénfalva (1899-ig Brjesztya, szlovákul Brieštie, németül Brestenhau) község Szlovákiában, a Zsolnai kerületben, a Stubnyafürdői járásban. Hedvigfalva (Hadviga) tartozik hozzá.

## Fekvése
Turócszentmártontól 32 km-re délnyugatra található.

## Története
A falut a német jog alapján alapították a 14. században, 1392-ben „Beryssth” alakban említik először. 1493-ban „Bryesthe”, 1534-ben „Bryzesthe”, 1554-ben „Brestia” alakban szerepel az írott forrásokban. A prónai uradalomhoz tartozott, később a Prónay és Kereskényi család birtoka volt. 1594-ben 7 és fél portával adózott. 1715-ben 14 háztartással rendelkezett. 1720-ban malma is volt. 1785-ben 30 házában 217 lakos élt.
A 18. század végén Vályi András így ír róla: „BRISZTA. vagy Brisztya, Bris. Tót, és német falu Turócz Vármegyében, birtokosai kölömbféle Urak, lakosai leg inkább németek, ’s katolikusok, a’ Tót Prónai Uradalomhoz tartozik, mellyhez közel van helyheztetve. Határja hegyes helyen lévén soványas, réttye szűk, legelője elég, fája mind a’ két féle, harmadik Osztálybéli.”
1828-ban 40 háza és 271 lakosa volt, akik főként mezőgazdaságból éltek.
Fényes Elek 1851-ben kiadott geográfiai szótárában így ír a faluról: „Briesztye, tót falu, Thurócz vármegyében, Nyitra vármegye szélén: 81 kath., 190 evang. lak. Földje sovány, hegyes, erdeje sok; legelője jó. F. u. báró Prónay, Nyáry sat.”
A trianoni diktátumig Turóc vármegye Stubnyafürdői járásához tartozott, majd ezután a mesterségesen létrehozott csehszlovák államhoz csatolták.
Lakói erdei munkákkal foglalkoztak. 1945 után német lakosságát erőszakkal kitelepítették, ingatlanaikat elvették. 1954-ben csatolták hozzá Hedvigfalvát.

### Hedvigfalva
Berestyénfalvától kb. 2 km-re délnyugatra található.
A 18. század végén Vályi András így ír róla: „HADVIGA. Hedvig. Német falu Túrocz Várm., földes Ura B. Prónay Uraság, lakosai többen evangelikusok, fekszik Ivantsinától nem meszsze, Tót Prónának filiája, határbéli földgye hegyeken nehezen miveltetik, réttye kevés, legelője elég, fája mind a’ két féle van.”
Fényes Elek 1851-ben kiadott geográfiai szótárában így ír a faluról: „Hadviga, tót falu, Thurócz vmegyében, hegyek közt: 82 kath., 150 evang. lak. F. u. b. Prónay. Ut. p. Rudno.”
A trianoni diktátumig Turóc vármegye Stubnyafürdői járásához tartozott, majd ezután a mesterségesen létrehozott csehszlovák államhoz csatolták.
1954-ben egyesült Berestyénfalvával.

## Népessége
| Év:            | 1994. | 2004.    | 2014.    | 2024.   |
| -------------- | ----- | -------- | -------- | ------- |
| Emberek száma: | 183   | 159      | 138      | 128     |
| Eltérés:       |       | -13,11 % | -13,20 % | -7,24 % |

| Év:            | 2023. | 2024.   |
| -------------- | ----- | ------- |
| Emberek száma: | 133   | 128     |
| Eltérés:       |       | -3,75 % |

1910-ben 352, túlnyomórészt német lakosa volt.
2001-ben 170 lakosából 142 szlovák és 25 német volt.
2011-ben 146 lakosából 134 szlovák és 5 német.